# Ченакал Валентин Лукич
Валентин Лукич Ченакал (15 квітня 1914 - 28 червня 1977) — радянський історик науки.
Родився в селищі Мілове (тоді Харківська губернія).  У 1949 закінчив Ленінградський педагогічний інститут імені Герцена.  У 1933-1949 працював на Державному оптико-механічному заводі в Ленінграді, з 1949 — завідувач Музеєм М.В.Ломоносова при АН СРСР. 
Основні роботи з історії астрономії присвячені астрономічним обсерваторія Петербурзької АН в XVIII віці і англійським майстрам, котрі виготовляли астрономічні інструменти для Росії (Дж. Берд, Дж. Шорт тощо). Вивчив і описав ряд середньовічних приладів, що збереглися в СРСР.  Серед більш ніж 200 робіт Ченакала, присвячених головним чином історії створення астрономічних приладів, виділяється книга «Нариси з історії російської астрономії» (1951), в якій він вперше докладно висвітлив початковий етап у розвитку спостережної астрономії в Росії (XVII та початок XVIII століття), особливо роботи М.В.Ломоносова.  З 1939 по 1956 свою роботу з історії науки Ченакал вів в тісному контакті і під керівництвом академіка Сергія Івановича Вавилова.  Великі заслуги Ченакала в організації Музею М.В.Ломоносова і у вивченні його робіт з астрономії та оптики.